# Nelli Cooman
Cornelli "Nelli" Antoinette Hariëtte Cooman (Paramaribo, 6 de junho de 1964) é uma antiga atleta holandesa natural do Suriname. Nos 60 metros ganhou duas vezes os Campeonatos Mundiais Indoor, seis vezes os Campeonatos Indoor da Europa e foi campeã nacional por dezenove vezes na Holanda.
Cooman foi na década de 1980 uma das atletas mais marcantes do mundo de 60 metros. A sua marca de 7.00 quando ganhou o Campeonato Europeu de Atletismo em Pista Coberta de 1986 foi por alguns anos o recorde mundial na distância e ainda está no top ten de todos os tempos.
Nos 100 metros foi medalha de bronze no Campeonato da Europa de Atletismo de 1986 e participou no Campeonato Mundial de Atletismo de 1987, onde foi eliminada nas semifinais.

## Realizações em competições europeias e nos Campeonatos Mundiais daIAAF
- 1984: 3.ª - EC Gotemburgo (60m)
- 1985: 1.ª - EC Atenas (60m)
- 1986: 1.ª - EC Madrid (60m) (recorde mundial: 7.00 s)
- 1986: 3.ª - EC Stuttgart (100m)
- 1987: 1.ª - EC Lievin (60m)
- 1987: 1.ª - WC Indianapolis (60m)
- 1988: 1.ª - EC Budapeste (60m)
- 1989: 1.ª - EC Haia (60m)
- 1989: 1.ª - WC Budapeste (60m)
- 1990: 3rd - EC Glasgow (60m)
- 1994: 1st - EC Paris (60m)
- 1994: 6th - EC Helsinque (100m)